# Wilfried Porth
Wilfried Porth (* 2. Februar 1959 in Baden-Baden) ist ein deutscher Manager. Er war von 2009 bis 2021 Vorstand für Personal und Arbeitsdirektor bei der damaligen Daimler AG sowie von 2014 bis 2021 Aufsichtsratsmitglied des VfB Stuttgart. Von November 2020 bis April 2022 war er Vorsitzender von Südwestmetall.

## Leben
Nach dem Abitur am Hans-Grüninger-Gymnasium in Markgröningen studierte Porth Maschinenbau an der Universität Stuttgart und schloss sein Studium 1985 als Diplomingenieur ab.
Nach seinem Studium trat er 1985 in die damalige Daimler-Benz AG ein. Dort arbeitete er zuerst als Planungsingenieur, später als Fachreferent im Bereich Zentrale Produktionsplanung. 1990 wechselte er als Referent in die Vertriebsplanung. Porth übernahm 1991 die Leitung des Vorstandssekretariats des damaligen Vorstandsvorsitzenden der Mercedes-Benz AG Werner Niefer. 1994 wurde er Leiter der Fertigung im brasilianischen Omnibuswerk von Mercedes Benz do Brasil, das jedoch aus wirtschaftlichen Gründen geschlossen wurde. 1997 wechselte Porth zu Mercedes Benz South Africa, wo er für die Produktion verantwortlich war. Im Jahr 2000 kam Porth als Vice President des Executive Development in die Konzernzentrale nach Deutschland zurück. Ab 2003 arbeitete er in Japan als CEO von Mitsubishi Fuso Truck and Bus Corporation. Zurück in Deutschland war er ab 2006 für die Leitung der Transporter-Sparte von Mercedes-Benz verantwortlich.
2009 stieg Porth in den Vorstand der Daimler AG auf. Dort war er für das Ressort Personal verantwortlich. Gleichzeitig war er Arbeitsdirektor des Unternehmens und verantwortlich für den Einkauf von Nichtproduktionsmaterial und Dienstleistungen. Dieses Amt hatte er bis Ende 2021 inne. Wilfried Porth war außerdem Mitglied des Aufsichtsrats der Mercedes-Benz AG und der Daimler Truck AG.
Von 2009 bis 2022 gehörte Porth dem Präsidium der Industrie- und Handelskammer Region Stuttgart an – von 2017 bis 2022 als Vizepräsident. Am 6. April 2022 schied er altersbedingt aus den IHK-Gremien aus. Neue Vizepräsidentin ist seither Susanne Pauser.
Ab Mai 2011 hatte er den Vorsitz des Vorstandes der Hanns Martin Schleyer-Stiftung inne. Sein Vater war bereits Entwicklungschef für Nutzfahrzeuge. Zudem ist er Schwager des damaligen Freightliner Chefs Rainer Schmückle.
Am 28. Juli 2014 wurde Porth auf der Mitgliederversammlung des VfB Stuttgart zum Aufsichtsratsmitglied des Vereins gewählt. Am 19. Juli 2021 gab er seinen Rücktritt aus dem Aufsichtsrat des VfB Stuttgart bekannt.
Im November 2020 wurde er zum Vorsitzenden von Südwestmetall gewählt. Dieses Amt hatte er bis Ende April 2022 inne.

## Kontroversen
Als Co-Aufsichtsratschef der Dualen Hochschule Baden-Württemberg wurde Porth „irritierendes Rechtsverständnis“ vorgeworfen und dass er gegen die Interessen der Hochschule arbeite. Ein Rechtsgutachten hatte seine Wiederwahl in 2019 infrage gestellt, worauf Porth sich aus dem Aufsichtsrat zurückzog.
Auch bei Daimler galt er als in der Belegschaft umstritten.